# Diamoci del tu (album)
Diamoci del tu è il secondo album della cantante italiana Caterina Caselli, pubblicato dall'etichetta discografica CGD nel 1967.
Dei 12 brani, 5 sono cover in italiano di brani originariamente incisi in inglese, mentre Il cammino di ogni speranza è stato presentato al Festival di Sanremo dall'artista in abbinamento col duo Sonny & Cher, essendo eliminato dopo la prima doppia esecuzione.
L'orchestra è diretta da Franco Monaldi.

## Tracce

### Lato A
1. Sono bugiarda (I'm a Believer)
2. Il cammino di ogni speranza
3. Cielo giallo (Mellow Yellow)
4. Il sole non tramonterà (The Sun Ain't Gonna Shine (Anymore))
5. L'ombra di nessuno (Standing in the Shadows of Love)
6. Dio è morto

### Lato B
1. Nemmeno una lacrima
2. Per fare un uomo
3. Incubo n. 4
4. Una farfalla (Elusive Butterfly)
5. Le biciclette bianche
6. Una storia d'amore